# Htamein

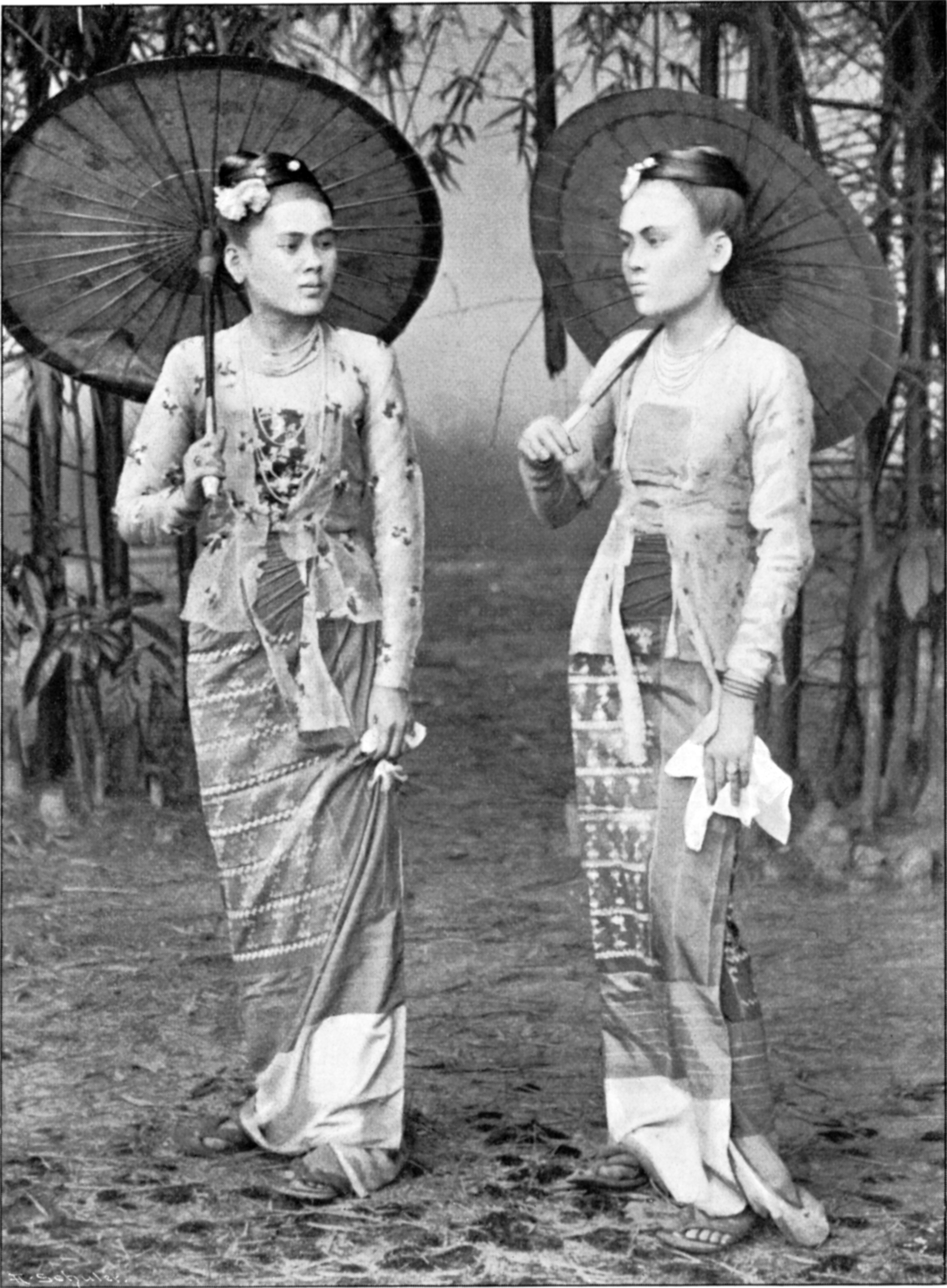
Zwei Birmaninnen im Htamein, 1902

Das Htamein, auch Htamain, Thamein (birmanisch ထဘီ htămein [tʰəmèɪɴ]), ist ein traditioneller Wickelrock der Birmaninnen in Myanmar. Es unterscheidet sich vom Longyi, einem ähnlichen Kleidungsstück, durch seine Länge, seine Trageweise und seine Muster.

## Beschreibung
Das Htamein besteht aus einem rechteckigen, ungefähr drei Meter langen Gewebe, in der Regel aus Baumwolle, aber auch Georgette, Satin und Krepp kamen zum Einsatz. Der obere Rand besteht aus einem schwarzen, mehrfarbigen oder gemusterten Taillenband aus Samt oder Kattun (htet sint အထက်ဆင့်), das mit dem sichtbaren, unteren Teil des Rockes vernäht ist. Dieser Teil besteht oft aus horizontalen Mustern und wird zu den Füßen hin von einem nadelgestreiften, verzierten Abschnitt abgeschlossen, der eine Schleppe (yethina/ရေသီနား) bilden kann. Das Htamein wird mit einem Eingyi (အင်္ကျီ), der traditionellen Bluse getragen, zu öffentlichen Auftritten wird ein Schal ergänzt.
Die Trägerin wickelt das Htamein um ihre Taille und drapiert meist vorne eine einzelne, breite Falte. Die Rocklänge variierte je nach Mode, reicht in Myanmar jedoch nie über das Knie. Historisch wurden Htamein und Longyi als Meterware verkauft, heute sind sie auch tragefertig vernäht erhältlich.

## Geschichte
Das Htamein stammt aus der präkolonialen Ära Myanmars. Padre Vincenzo Sangermano beschrieb das Kleidungsstück in den 1830er Jahren, während der Herrschaft der Konbaung-Dynastie, wie folgt: „Die Bekleidung der Frauen besteht ebenfalls aus einem Stück gestreifter Baumwolle oder Seide von quadratischer oder fast quadratischer Form, das sie um die Taille binden, und die unverheirateten Mädchen falten es über die Brust. Es ist vorne offen; so dass beim Gehen die Beine und ein Teil des Oberschenkels freiliegen.“
Während der Kolonialzeit wurde das Htamein kürzer, die Schleppe fiel weg.
Während U Nus Regierungszeit in den 1950er Jahren wurden Longyi und Htamein zur offiziellen Nationalkleidung erklärt. Dieser Entscheidung gingen nationalistische Bestrebungen der 1930er Jahre voraus, den Import westlicher Produkte zu stoppen und die Herstellung traditioneller, handgenähter Kleidung zu fördern.
In den 1980er Jahren waren Sets aus Htamein und passendem Oberteil aus indonesischer Batik weit verbreitet. Das Htamein ist heute überwiegend noch in traditionellen Theateraufführungen (zat pwè) zu sehen.